# Sint-Geertenklooster
Het Sint-Geertenklooster was een klooster in de Noord-Hollandse stad Hoorn en werd in 1404 gesticht. Het klooster lag tussen het Sint Agnieten- en het Sint Catharinaklooster. Deze kloosters stonden langs het water van de Gouw.